# Chaussee der Enthusiasten
Die Chaussee der Enthusiasten war eine Berliner Lesebühne. Der Name stammt von einer großen Ausfallstraße in Moskau. Mit den "Enthusiasten" sind dort politische Gefangene gemeint, die über diese Straße nach Sibirien verbannt wurden.

## Geschichte
Die Chaussee der Enthusiasten entstand 1999. Bis zum Jahr 2002 fanden die Veranstaltungen in der Friedrichshainer Kneipe die tagung, später auf dem Gelände des RAW-Tempel und 2015 im Frannz-Club in Prenzlauer Berg statt. Durch Auftritte in anderen Städten sowie Touren im Ausland wurde die Lesebühne auch außerhalb Berlins bekannt. Dazu trugen sowohl die Publikationen von Jochen Schmidt, Volker Strübing, Kirsten Fuchs und Stephan Serin als auch die Bücher Chaussee der Enthusiasten: Straße ins Glück und Chaussee der Enthusiasten: Die schönsten Schriftsteller Berlins bei. Am 9. Dezember 2015 beendete die Chaussee der Enthusiasten ihre wöchentlichen Shows mit einem letzten Auftritt in der Alten Kantine in der Berliner Kulturbrauerei.

## Merkmale
Typisch für diese Lesebühne war ein hoher Anteil improvisierter Elemente: Dialoge, Theater und Interaktion mit dem Publikum. Während der Lesung waren in der Regel je zwei Beiträge der beteiligten Autoren sowie ein Text eines Zuschauers am Offenen Mikrofon zu hören.

## Mitglieder
Zuletzt waren die festen Mitglieder der Chaussee der Enthusiasten:
- Dan Richter (seit 1999)
- Jochen Schmidt (seit 1999)
- Stephan Serin (seit 2000)
- Andreas Kampa (seit 2002)

Ehemalige Mitglieder sind:
- Robert Naumann (1999–2014)
- Andreas Gläser (1999–2002)
- Volker Strübing (2000–2008)
- Kurt Krömer (2000)
- Kirsten Fuchs (2008–2013)

## Veröffentlichungen
- Andreas Kampa, Stephan Zeisig, Dan Richter, Jochen Schmidt, Volker Strübing: Chaussee der Enthusiasten. Die schönsten Schriftsteller Berlins. Voland & Quist, Dresden 2005, ISBN 3-938424-07-9.
- Brillenschlange. Zentralorgan der Chaussee der Enthusiasten (Zeitschrift). Letzte Ausgabe 2015, ISBN 3-739205-26-1
- Andreas Kampa, Stephan Zeisig, Dan Richter, Jochen Schmidt, Kirsten Fuchs (Hrsg.): Chaussee der Enthusiasten. Straße ins Glück. Voland & Quist, Dresden 2009, ISBN 3-938424-07-9.